# پرواز فضایی انسانی
پرواز فضایی انسان (انگلیسی: Human spaceflight) که گاهی با نام پروژه پروازهای فضایی سرنشین‌دار گره خورده، سفر به فضا به همراه خدمه و مسافران فضاپیما است، فضاپیما ممکن است به‌طور مستقیم توسط افراد و خدمه انسانی کنترل شود همین‌طور ممکن است از راه دور و ایستگاه زمینی با شیوه تله‌رباتیک یا به وسیله ربات خودمختار کنترل گردد، در هر دو مورد هدف نهایی انجام یک مأموریت خاص می‌باشد.

## نگارخانه

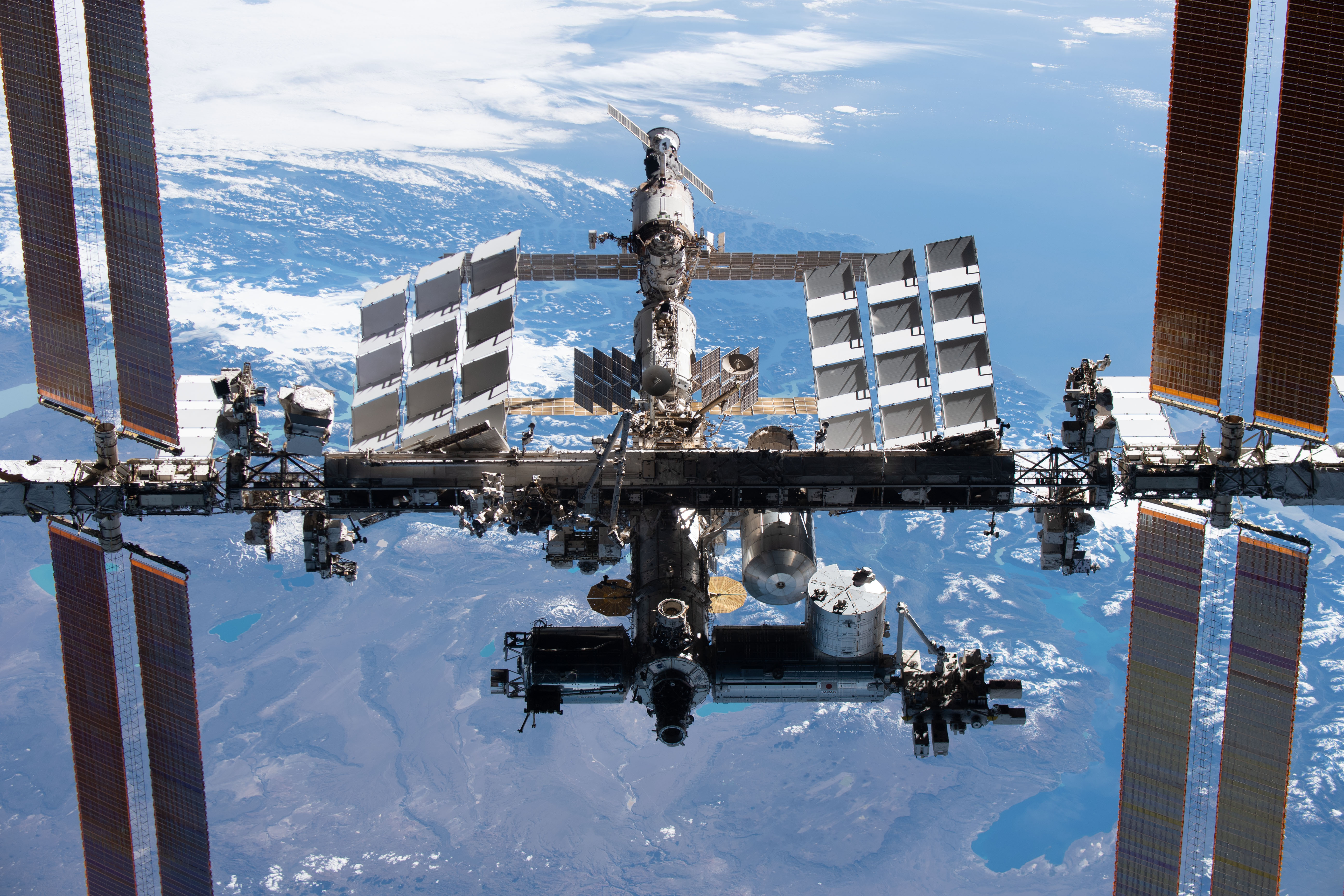
ایستگاه فضایی
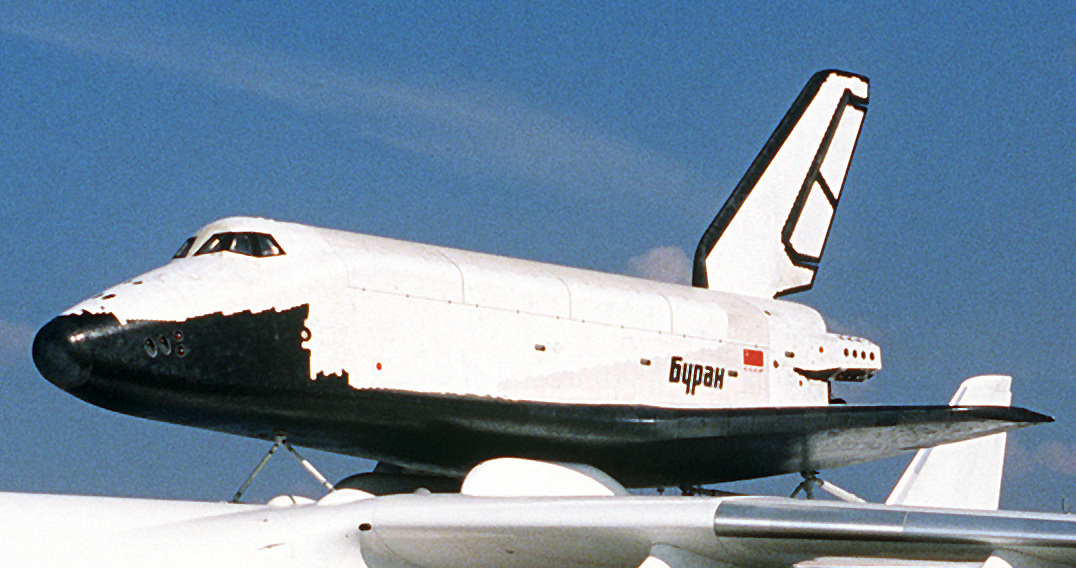
شاتل فضایی روسیه موسوم به بوران، ۱۹۸۹
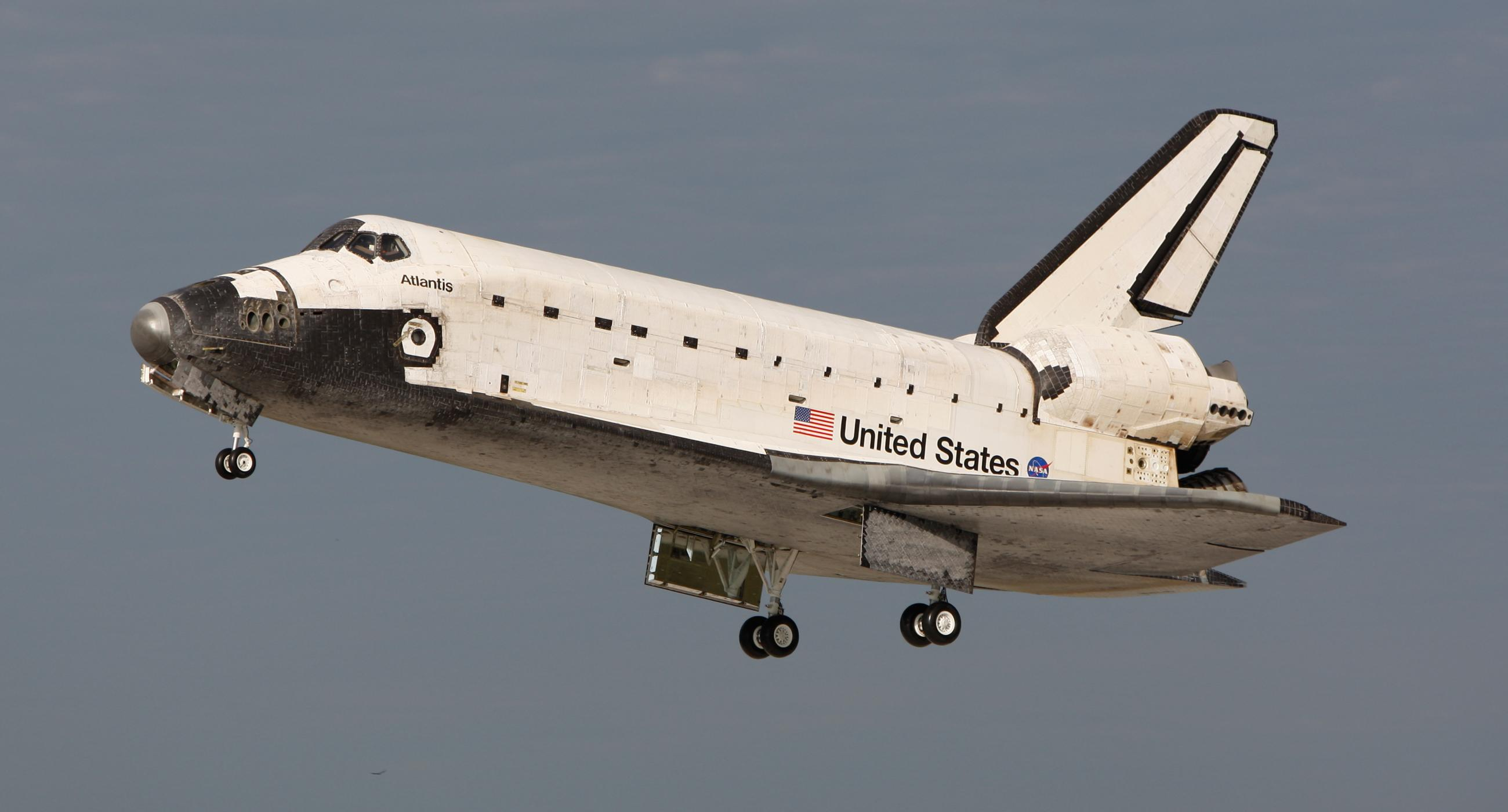
شاتل فضایی آتلانتیس در حال فرود
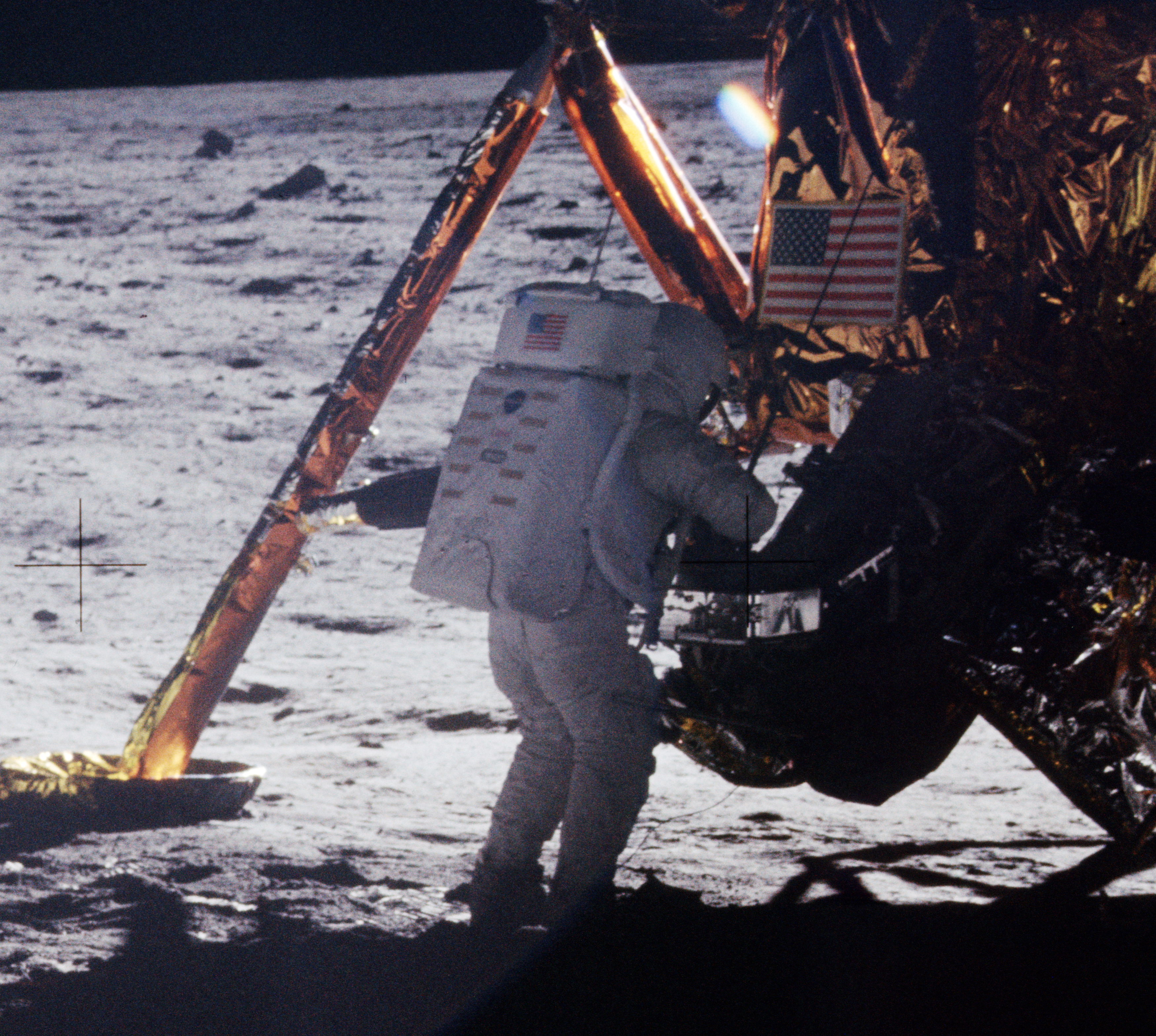
نیل آرمسترانگ